# Menoitios (Sohn des Iapetos)
Menoitios (altgriechisch Μενοίτιος Menoítios, deutsch ‚zerstörte Stärke‘, lateinisch Menoetius) ist in der griechischen Mythologie ein Sohn des Titanen Iapetos und der Okeanide Asia und Bruder von Atlas, Prometheus und Epimetheus. 
Er war ein glorreicher Krieger, jedoch beleidigte er Zeus und dieser schleuderte einen Blitz auf ihn. Nach anderen Quellen wurde er lediglich verkrüppelt und in den Tartaros verbannt.
Vielleicht ist er identisch mit dem Menoites oder Menoitios, dem Hirten des Hades auf Erytheia, der Geryon benachrichtigte, als Herakles dessen Herde stahl.